# Hlavatka obecná

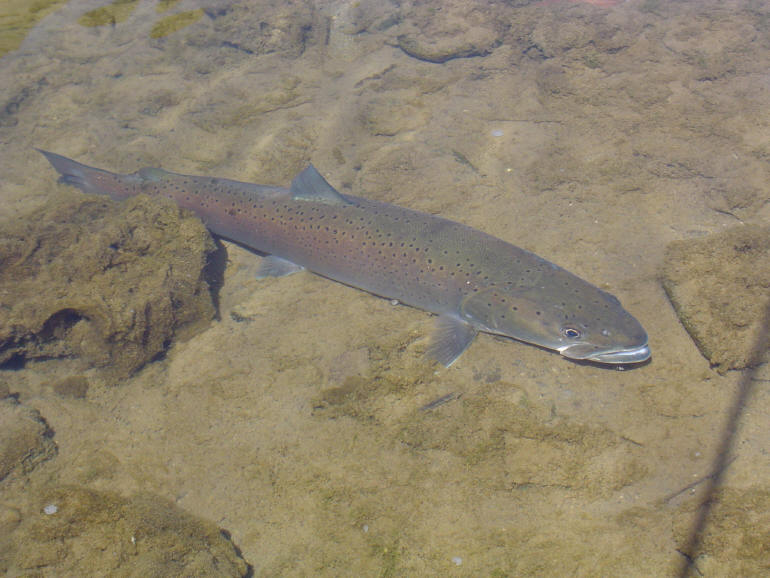
Hlavatka podunajská

Hlavatka obecná (Hucho hucho), též hlavatka podunajská, je největší evropská lososovitá ryba, obývající řeky v povodí Dunaje. Jako jedna z mála lososovitých ryb je typický dravec. Nejbližším příbuzným hlavatky je tajmen.

## Rozšíření
Hlavatka obývá širší podhorské řeky v povodí Dunaje a Tisy. Její areál zahrnuje většinu území Slovenska, zasahuje do Maďarska, Rakouska, Rumunska, na Ukrajinu a okrajově také do České republiky, na Moravu. V současné době je místy vysazována i mimo původní areál rozšíření, např. v povodí Vltavy, ale i v Německu, Francii a jinde.

## Způsob života
Hlavatka je velká dravá ryba, která se živí především drobnými rybami, mihulemi, většími druhy bezobratlých, ojediněle i drobnými savci nebo žábami. Je přísně teritoriální a své stanoviště si hájí před jinými příslušníky svého druhu. Hlavatky pohlavně dospívají ve věku 3–4 let, kdy se poprvé vytírají. Tření probíhá v dubnu a samice při něm ocasem vytlouká do dna řeky miskovitou prohlubeň, kam ukládá jikry. Oválná prohlubeň měří na délku až 200 cm, je hluboká až 100 cm a široká asi 60 cm, při jejím hloubení pár přemístí až 1000 kg štěrku a písku. Jikry poté zahrne tenkou vrstvou štěrku. Může se dožít až 30 let.

## Popis
Hlavatka je statná, ale štíhlá ryba s velkou hlavou. Její tělo má na průřezu přibližně kruhový tvar. Na hřbetě zaujme nápadně velká tuková ploutvička. Dorůstá délky až 150 cm, ale běžně dorůstá kolem 70–110 cm. Největší hlavatka chycená v ČR měřila 122 cm. Zbarvení těla je leskle červenohnědé, měďavé, s tmavými tečkami, břicho je bělavé až nažloutlé.

## Sportovní rybolov
Trofej hlavatky je snem snad každého sportovního rybáře. Chytá se nejčastěji přívlačí na umělé nástrahy nebo mrtvé rybky, tradiční nástrahou býval svazek mihulí potočních, tzv. mihulový cop. V minulosti byla chytána i do vrší nebo nabodávána pomocí osti (trojzubé vidlice).